# 索科林齊
49°0′39″N 28°35′18″E / 49.01083°N 28.58833°E
索科林齊（烏克蘭語：Соколинці），是烏克蘭的村落，位於該國西南部文尼察州，由文尼察區負責管轄，始建於1775年，面積0.93平方公里，海拔高度231米，2001年人口71，人口密度每平方公里76.34人。